# Manoir de la Chetalière
Le manoir de la Chetalière est un édifice situé à Maillé, en France.

## Localisation
Le manoir est situé sur le territoire de la commune de Maillé dans le département d'Indre-et-Loire en région Centre-Val de Loire.

## Description
Le manoir de la Chetalière est une gentilhommière, bordée par un chemin de ronde intérieur, et fermée de hauts murs de défense, aux angles desquels se trouvent trois tours cylindriques et une tour carrée. Un haut logis au nord borde l'une des faces de la cour. Les trois tours cylindriques sont toujours couvertes de leurs coupoles de pierre primitives. Elles abritent des pièces carrées défendues par des meurtrières. La tour carrée date probablement du XVIe siècle.

## Historique
Le manoir est inscrit partiellement (éléments protégés : les façades et les toitures du manoir) au titre des monuments historiques par arrêté du 13 décembre 1977.